# Sorte

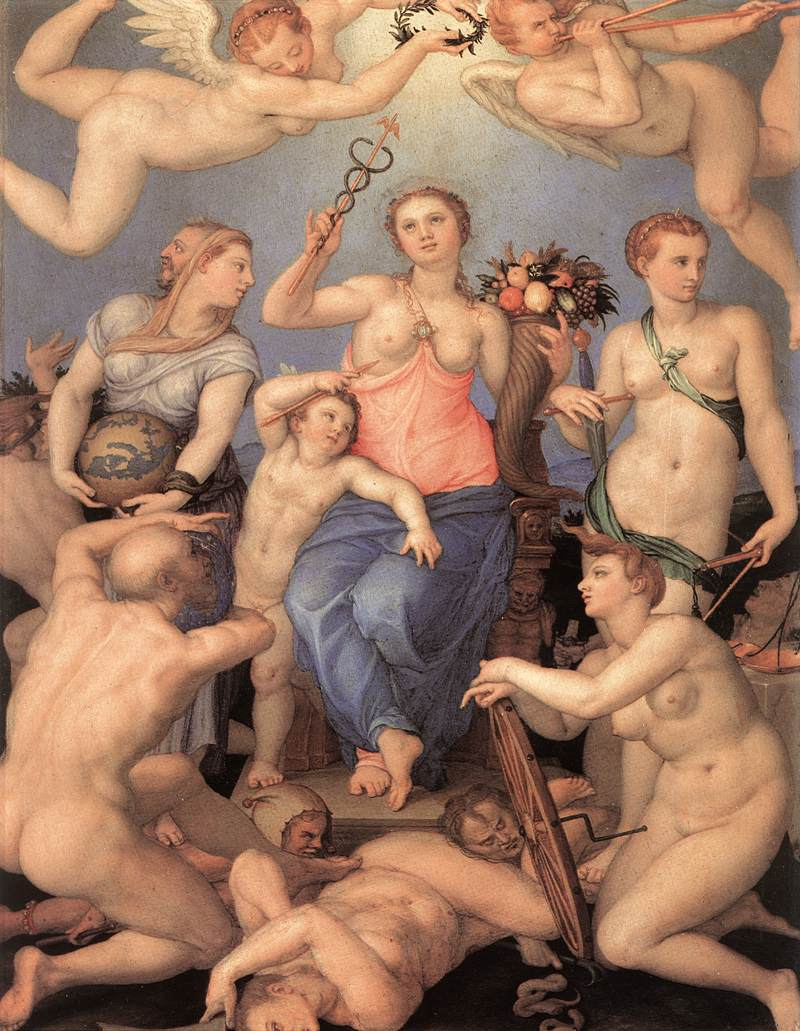
Alegoria da Sorte, pintura de Angelo Bronzino.

A definição de sorte costuma variar conforme o contexto emocional, filosófico, religioso ou místico, de quem a interpreta. Segundo o clássico dicionário Noah Webster, sorte é "uma força sem propósito, imprevisível e incontrolável, que modela eventos de forma favorável ou não para determinado indivíduo, grupo ou causa". Já o autor Max Gunther a define como "evento ou série de eventos, aparentemente fora de nosso controle, que influencia(m) nossas vidas". 

Em português, a palavra que designa especificamente má sorte, ou sorte desfavorável, é "azar". 

## Sorte e destino
O conceito em torno da sorte é um quase-sinônimo de destino, exibindo como principal diferença a divisão entre "boa sorte" e "má sorte" (quando se fala em destino, essa divisão é inadmissível) remetendo fatalmente, a um maniqueísmo mundano, provavelmente controlado por forças sobrenaturais. No entanto, imaginar que existe sorte é supor que existe a possibilidade de alteração do destino, conforme determinadas condições que geram os eventos (merecimento por exemplo) já que destino é que é o sinônimo de fatalidade, programação ou desígnio imposto por forças maiores, afetados por nossa atuação direta ou indireta.

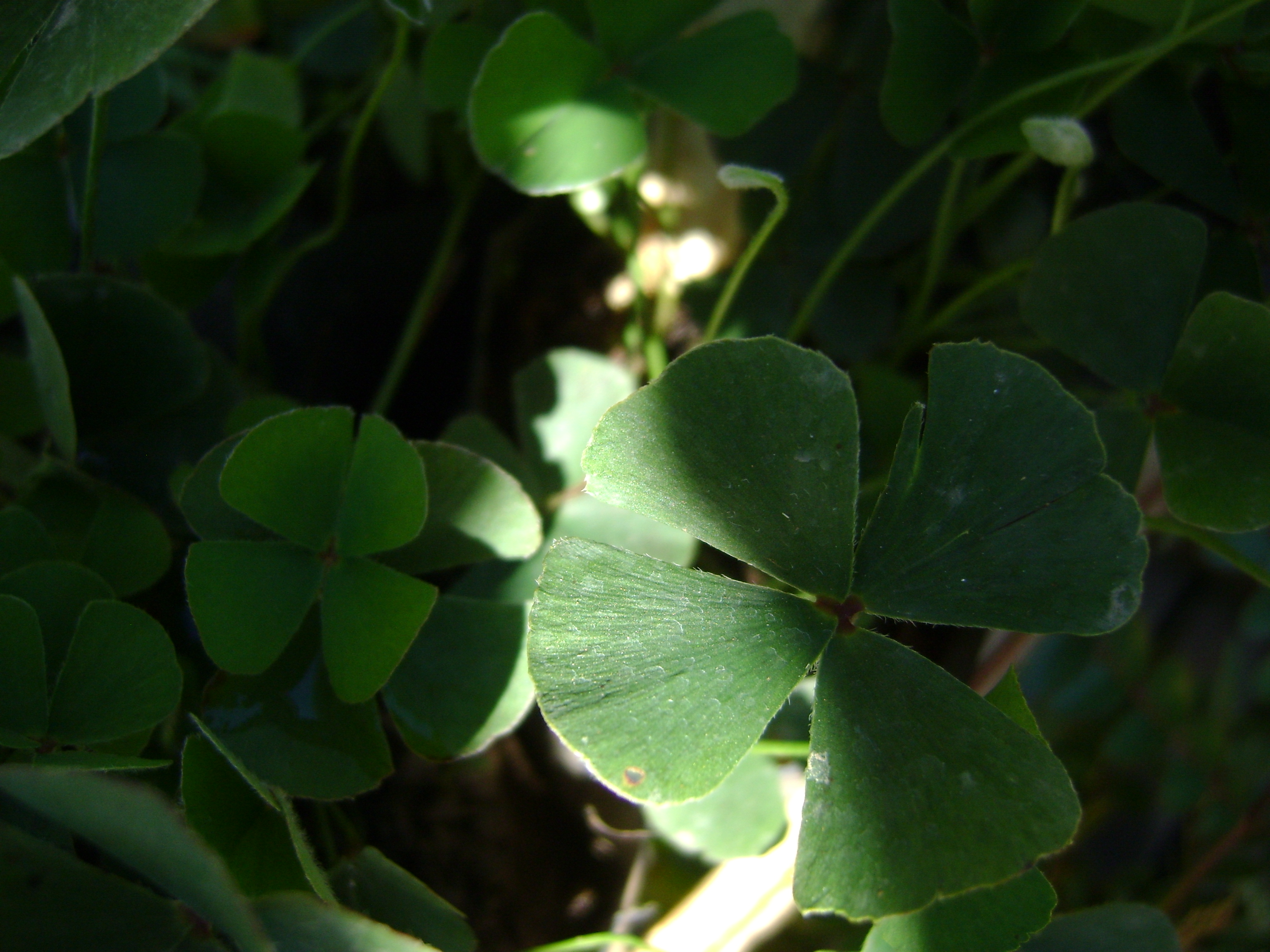
Um dos símbolos mais populares da sorte, o trevo-de-quatro-folhas.

Apesar da separação prática entre as palavras destino e sorte, elas são algumas vezes usadas semanticamente de forma idêntica, ou em hibridismo, como por exemplo: o sujeito mudou o seu destino para melhor. Ganhou na mega sena.
As forças que dão origem às várias situações em torno da sorte derivam de realidades ou imaginários cosmogônicos, metafísicos, místicos ou divinos, dedução que se obtém não do termo lexicografado, mas da crença popular.
A concepção de sorte é profundamente enraizada no imaginário popular, interferindo na conduta dos que nela acreditam, conforme a forma em questão. Em muitas culturas, imagina-se que a sorte possa ser obtida através de artifícios mágicos, como ferraduras de cavalo, trevos de quatro folhas, amuletos, etc., confundindo-se muitas vezes com questões relativas à influência de forças do além-vida.
Culturas nômades como os ciganos utilizam-se de diversos métodos de leitura do futuro ou da sorte dos desavisados, com o mais comum objetivo de lher arrancar algum valor pecuniário ou provisório, a despeito de muitos deles realmente acreditarem em tais eventos, e também praguejando ou bendizendo o destino dos que com eles se encontram (conforme o pagamento).

## A sorte no imaginário
Diversas figuras do imaginário popular buscam representar e explicar a sorte. Na mitologia grega clássica, a sorte é representada pelas moiras, que são três mulheres de aspecto lúgubre, responsáveis por fabricar, tecer e cortar aquilo que seria o fio da vida de todos os indivíduos. Durante o trabalho, as moiras fazem uso da roda da Fortuna, que é o tear utilizado para se tecer os fios. 
As voltas da roda posicionam o fio do indivíduo em sua parte mais privilegiada (o topo) ou em sua parte menos desejável (o fundo), explicando-se assim os períodos de boa ou má sorte de todos, dada a dinâmica da roda. Conta-se que o deus Ares fora o único ser capaz de submeter as moiras à vontade dele; fora esta exceção, as moiras jamais foram manipuladas, e nada se pode fazer para detê-las, ou ganhar-lhes o favor (até porque as parcas entendem que o trabalho delas está mesmo acima delas próprias). Dessa forma a figura mitológica representa a sensação de impotência diante da dinâmica do universo e da vida.
A mitologia romana clássica oferece a figura da Fortuna, profundamente explorada por Nicolau Maquiavel em "O Príncipe", sua obra maior. Diferente das parcas, a Fortuna é uma mulher disposta a conceder favores. De acordo com Maquiavel, este se obtém através da virtu, termo melhor traduzido não como virtude, mas virilidade, evidenciando, portanto, o aspecto necessariamente ativo da busca pela sorte, ou seja, o de que a sorte é consequência, até certo ponto, de trabalho e não do acaso. De acordo com o autor, se a Fortuna é mulher, nada mais natural que esta venha a se lisonjear com homens que estejam dispostos a domá-la. A ousadia, por exemplo, seria uma forma de "humilhá-la" e, portanto, lisonjeá-la. Vale lembrar que a abordagem de Maquiavel é destinada à leitura por um aristocrata absolutista, e dessa forma, os argumentos vão ao encontro dos interesses e perfis psicológicos do rei, tanto quanto do próprio Maquiavel.

## Sorte popularversussorte científica
Para o imaginário popular, a sorte é um elemento real, presente e ativo no cotidiano. Porém, para a ciência, não há meios de se provar que ela existe realmente, e, portanto, é uma denominação adequada a uma sequência de eventos cuja importância fantástica leva a classificação na categoria das ocorrências dominadas pela sorte.
Filmes como The Secret tentam inserir um elemento científico (a Lei da Atração) para que se afirme a consistência tanto da existência da sorte quanto dos meios de se obtê-la racionalmente, apesar de a ciência não poder provar a verdade dos dados informados.
No entanto, uma pequena brecha entre a ciência e o imaginário surgiu novamente quando da descoberta de que a presença do observador interfere nas probabilidades das presenças de elementos quânticos em experimentos "controlados". Porém, apesar da possível contiguidade entre a sorte e a realidade subatômica, a ciência não teve a sorte de chegar ainda a nenhum novo axioma.

## Sorte e neurolinguística
Para a neurolinguística, a sorte é consequência da conduta gerada por um comportamento continuado e insistente, marcante ou não. Falar sempre a palavra "azar" ao invés de "sorte" podem, conforme a teoria, levar ao sucesso ou ao azar por criar toda uma malha de comportamentos derivados da essência neurolinguística da palavra, que contaminaria todo o restante do comportamento. Assim, ela torna-se também uma hipótese de didática, e também uma possibilidade comportamental relacionada ao sucesso.

## Sorte e probabilidade
A questão da boa sorte nos jogos de azar serviu de inspiração para a matemática. Conta-se que, durante a França do século XV, um certo jogador profissional chamado De Mére indagou um de seus amigos, o matemático francês Blaise Pascal, sobre como prever racionalmente os resultados de uma partida de cartas ou dados. De posse sobre as questões do jogador, Pascal iniciou uma vasta troca de correspondência com outros colegas de estudos e profissão. Os resultados desse debate evoluiriam posteriormente para uma bem-ordenada teoria da probabilidade.

## Aspectos sociais

### Jogos
O filósofo Nicholas Rescher sugeriu que a sorte do resultado de alguém numa situação de incerteza é medida pela diferença entre o resultado dessa parte e o resultado esperado: λ = Y - E. Assim, a habilidade aumenta a expetativa e diminui a sorte. A medida em que diferentes jogosdependerão da sorte e não da habilidade ou do esforço varia consideravelmente. Por exemplo, não existem factores aleatórios no Xadrez(para além de determinar qual o primeiro jogador a fazer uma jogada), ao passo que o resultado de um jogo de Snakes and Ladders se baseia inteiramente em lançamentos aleatórios dos dados. No sector dos jogos de azar, as superstições que supostamente aumentam a sorte só podem ajudar se houver um elemento de habilidade envolvido. É possível que as pessoas possam melhorar o seu desempenho no póquer se a superstição aumentar os seus níveis de confiança.

### Ciência
Vários pensadores têm debatido o papel do acaso na descoberta científica. O cientista britânico Richard Wiseman efectuou um estudo científico de uma década sobre a natureza da sorte, que mostrou que, em grande medida, as pessoas criam a sua própria boa ou má sorte. O seu estudo concluiu que "as pessoas sortudas criam a sua própria sorte através de quatro princípios básicos. Elas são hábeis em criar e detetar oportunidades aleatórias, tomar decisões afortunadas ouvindo a sua intuição, criar profecias auto-realizáveis através de expectativas positivas e adotar uma atitude resiliente que transforma a má sorte em boa.